# Mülldorf
Mülldorf ist ein Stadtbezirk der Stadt Sankt Augustin im nordrhein-westfälischen Rhein-Sieg-Kreis, Nordrhein-Westfalen. Von 1816 bis 1969 bildete der Ort die eigenständige Gemeinde Siegburg-Mülldorf. Frühere Namen waren auch Oeckmüllendorp, Moelendorp, Mölendorp, Mulendorp, Mühldorf, Mulindorf, Müllendorf und Mullendorp. Der Name leitet sich von einer Wassermühle ab, die auf dem linken Siegufer von Mönchen der Siegburger Abtei errichtet war. Wo die Mühle stand, ist nicht mehr bekannt. 

## Geografie

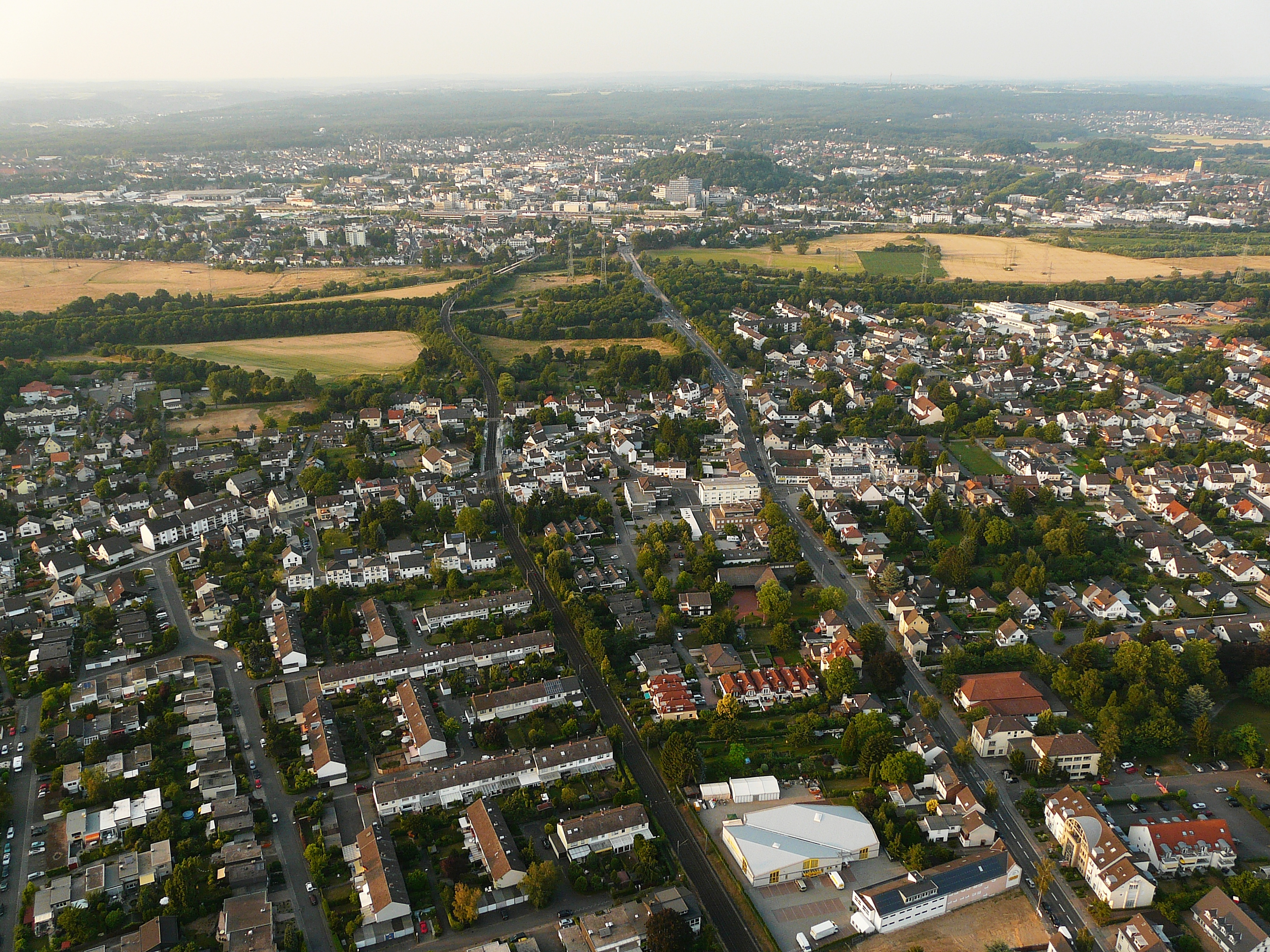
Luftaufnahme von Mülldorf (2010)

Im Norden markiert die Sieg die Grenze zu Siegburg, im Osten grenzt Mülldorf an Niederpleis, im Süden an Sankt Augustin-Ort und im Westen an Menden.

## Geschichte
Die Besiedlung des Gebietes von Mülldorf geht wenigstens bis auf 500 v. Chr. zurück, was Urnenfunde an der Bonner Straße bestätigen.
Ab dem 7. Jahrhundert wurde das Land an der Verkehrsverbindung zwischen Bonn und Siegburg als Weilersiedlung genutzt. Zwischen dem 10. und dem 13. Jahrhundert wuchsen die einzelnen Höfe zu Siedlungen zusammen. Unterdessen gab es um 1070 die erste Gründungsurkunde durch die Abtei Siegburg für Mulendorp bzw. auch Mulindorp bei der Übergabe des Landes vom Kölner Erzbischof Anno II. Der Name stammt von einer Mühle, die von den Mönchen der Abtei am linken Siegufer errichtet wurde.
1844 wurde die Verkehrsverbindung zwischen Bonn und Siegburg als befestigte Chaussee ausgebaut. 55 Jahre später wurde Mülldorf an das Bröltalbahn-Netz angeschlossen, was Anbindungen nach Beuel, Hennef, Ruppichteroth, ins Siebengebirge, Siegburg, Waldbröl sowie Teile des heutigen Rheinland-Pfalz mit sich brachte. Die Strecken wurden aber 1954 bzw. 1967 aufgegeben, die als Bahnhofsgebäude genutzte Gaststätte wurde 2013 abgerissen.
1906 musste die Gemeinde Siegburg-Mülldorf die rechts an der Sieg liegenden Gemeindeteile Hornpott und Zange an Siegburg abgeben, so dass die Sieg neue Gemeindegrenze wurde. Am 1. August 1969 entstand durch die kommunale Neugliederung die Großgemeinde Sankt Augustin (die heute eine Stadt ist), zu der auch Mülldorf gehört. Mülldorf gab Gebiete für Teile des neuen Gemeindeteils Sankt Augustin-Ort ab.

### Zeitleiste
| Jahr           | Geschehnis |
| -------------- | --- |
| um 500 v. Chr. | Urnenfunde an der Bonner Straße auf einer Terrasse südlich des Friedhofes sind die ersten beweisbaren Nachweise einer Besiedlung. |
| um 100 v. Chr. | Erste germanische Siedlungsvorstöße durch die Sigambrer sind nachgewiesen. |
| um 0600        | Mülldorf wird als Weilersiedlung an der wichtigen Verkehrsverbindung von Bonn nach Siegburg genutzt. |
| um 700–0800    | Einzelhofanlagen werden wegen der fränkischen Landnahme an der Sieg gegründet. |
| um 900–1200    | Die einzelnen Höfe wachsen zu Siedlungen zusammen und bilden Grundlagen für ein Ortsbild. Gemeinschaften haben eigene Rechtssatzungen. |
| um 1070        | Eine Gründungsurkunde durch die Abtei Siegburg mit der Bezeichnung Mulendorp bzw. auch Mulindorp wird anlässlich der Übergabe des Gebietes vom Erzbischof Anno II. von Köln ausgestellt. |
| 1121           | Mülldorf wird in einer Urkunde über „eine Mühle im Siegdorf“ von den Brüdern und Mönchen der Michelsberger Abtei erwähnt. |
| um 1380        | Mülldorf und die anderen Honnschaften Buisdorf und Niederpleis waren dem Kirchspiel Niederpleis zugehörig. Alle unterstanden dem Amt Blankenberg und gehörten zum Herzogtum Berg. |
| 1815           | Das Gebiet wird vom Wiener Kongress dem Königreich Preußen zugesagt. Mülldorf wird in die Bürgermeisterei Menden in der Provinz Jülich-Kleve-Berg eingegliedert. |
| 1816           | Der Name der Gemeinde wird offiziell als Siegburg-Mülldorf bezeichnet. Damals hatte die Gemeinde 240 Einwohner. |
| 1844           | Die Verkehrsverbindung von Bonn nach Siegburg durch Mülldorf wird mit einer befestigten Chaussee ausgebaut. |
| 1899           | Mülldorf wird an das Bröltalbahn-Netz angeschlossen. Diese bietet Anschlüsse nach Beuel, zu anderen Orten im heutigen Sankt Augustin, nach Hennef und Ruppichteroth, ins Siebengebirge, nach Siegburg und Waldbröl sowie in Teile des heutigen Rheinland-Pfalz. Der Bahnhof in Mülldorf befand sich in der Gaststätte Zur Hongsburg in der gleichnamigen Straße. Die Bahn wurde 1954 bzw. 1967 aufgegeben, das Bahnhofsgebäude musste 2013 einem Neubau weichen. |
| 1902           | Der TV Siegburg-Mülldorf wird als größter Sportverein des Ortes gegründet. 1972 ändert er seinen Namen in VfL Sankt Augustin. |
| 1906           | Aufgrund eines Antrags der am rechten Siegufer liegenden Orte Hornpott und Zange, Gemeindeteile von Siegburg-Mülldorf, auf Umgliederung in die Stadt Siegburg im Jahr 1867 wurde nunmehr nach beinahe 40 Jahren deren Wunsch entsprochen. |
| 1911           | Die Bahnstrecke zwischen Bonn und Siegburg wird eröffnet, den heutigen Haltepunkt Sankt Augustin-Mülldorf gab es schon damals. |
| 1923           | Das Gut Friedrichstein wird durch den damaligen Architekten und Ziegeleibesitzer Fritz Becker erbaut. |
| 1938           | Die katholische Pfarrkirche St. Mariä Heimsuchung war die letzte, deren Bau unter nationalsozialistischer Herrschaft im Deutschen Reich genehmigt wurde. |
| 1949           | Bis zum Inkrafttreten des Deutschlandvertrags 1955 gehört Siegburg-Mülldorf zur Enklave Bonn, die unter gemeinsamer Verwaltung der Alliierten Hohen Kommission steht um den Aufbau von Bonn als provisorischer Hauptstadt zu gewährleisten |
| 1969           | Die bisher selbständige Gemeinde wird am 1. August in die neue Gemeinde Sankt Augustin eingegliedert. Mülldorf gibt ein Teilgebiet an den neugebildeten Gemeindeteil Sankt Augustin-Ort ab. |
| um 1970        | Die Hochhäuser in der Ankerstraße werden errichtet. |
| 1972           | Die erste Sankt Augustiner Stadtbibliothek wird im Haus Mülldorf eröffnet. |
| 1977           | Die Gemeinde Sankt Augustin erhält die Stadtrechte. |
| 1981           | Das Dietrich-Bonhoeffer-Haus wird fertiggestellt und bietet eine Räumlichkeit für die Protestanten. |
| 1995           | Die Hochschule Bonn/Rhein-Sieg wird gegründet. |

## Religionen

### Römisch-Katholisch

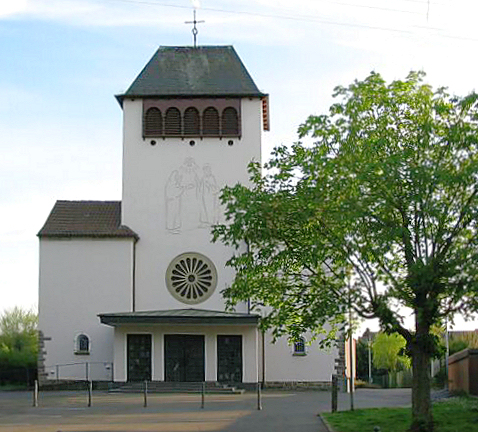
Kath. Pfarrkirche St. Mariä Heimsuchung (Gottfried-Salz-Straße)

Mülldorf ist Teil des Erzbistums Köln. Seit dem 1. Januar 2011 gehören alle Sankt Augustiner Kirchengemeinden zum Seelsorgebereich Sankt Augustin im Kreisdekanat Rhein-Sieg. Bis 2010 gab es die Seelsorgegemeinschaft Sankt Augustin - Untere Sieg, bestehend aus den Gemeinden in Meindorf, Menden und Mülldorf. Der Zusammenschluss fand statt, da die Zahl der Katholiken und Priester zurückgeht, Kirchen und kirchliche Einrichtungen kaum genutzt werden und diese aus wirtschaftlichen Gründen nicht mehr haltbar sind. Hauptaufgabe der Kirchengemeinschaft ist es „die kleinen Lebensräume“ der „Kirchengemeinden zu erhalten, zu schützen und zu pflegen“.
Einrichtungen der Kirchengemeinschaft St. Mariä Heimsuchung ist die gleichnamige Pfarrkirche in der Gottfried-Salz-Straße, das Pfarrzentrum mit Bücherei und der Kindergarten Sternschnuppe im Pfarrweg wie auch die Grundschule St. Martin in der Gartenstraße.
Pfarrvikar mit Wohnsitz in Mülldorf ist seit dem 1. Juli 2018 der ehemalige Provinzial der Steyler Missionare, Bernd Werle.

### Evangelisch
Die Stadtteile Mülldorf und Niederpleis sind in der Evangelischen Kirchengemeinde Sankt Augustin Niederpleis und Mülldorf zusammengefasst. Die Kirchengemeinde ist Teil des Kirchenkreises „An Sieg und Rhein“, welcher wiederum ein Kirchenkreis der Evangelischen Kirche im Rheinland (EKIR) ist. In der Konzeption der Kirchengemeinde ist zu lesen, dass sie vereinbart haben, vermehrt das Ehrenamt auszubauen, verstärkt Veranstaltungen durchzuführen, mehr mit anderen Institutionen zusammenzuarbeiten, sowie die Jugendarbeit auszubauen.
Zu den Einrichtungen gehören das Dietrich-Bonhoeffer-Haus in der gleichnamigen Straße, sowie der gemeinsame Kindergarten Menschenkinder und eine Bücherei in der Schulstraße in Niederpleis.

## Bevölkerung

### Entwicklung

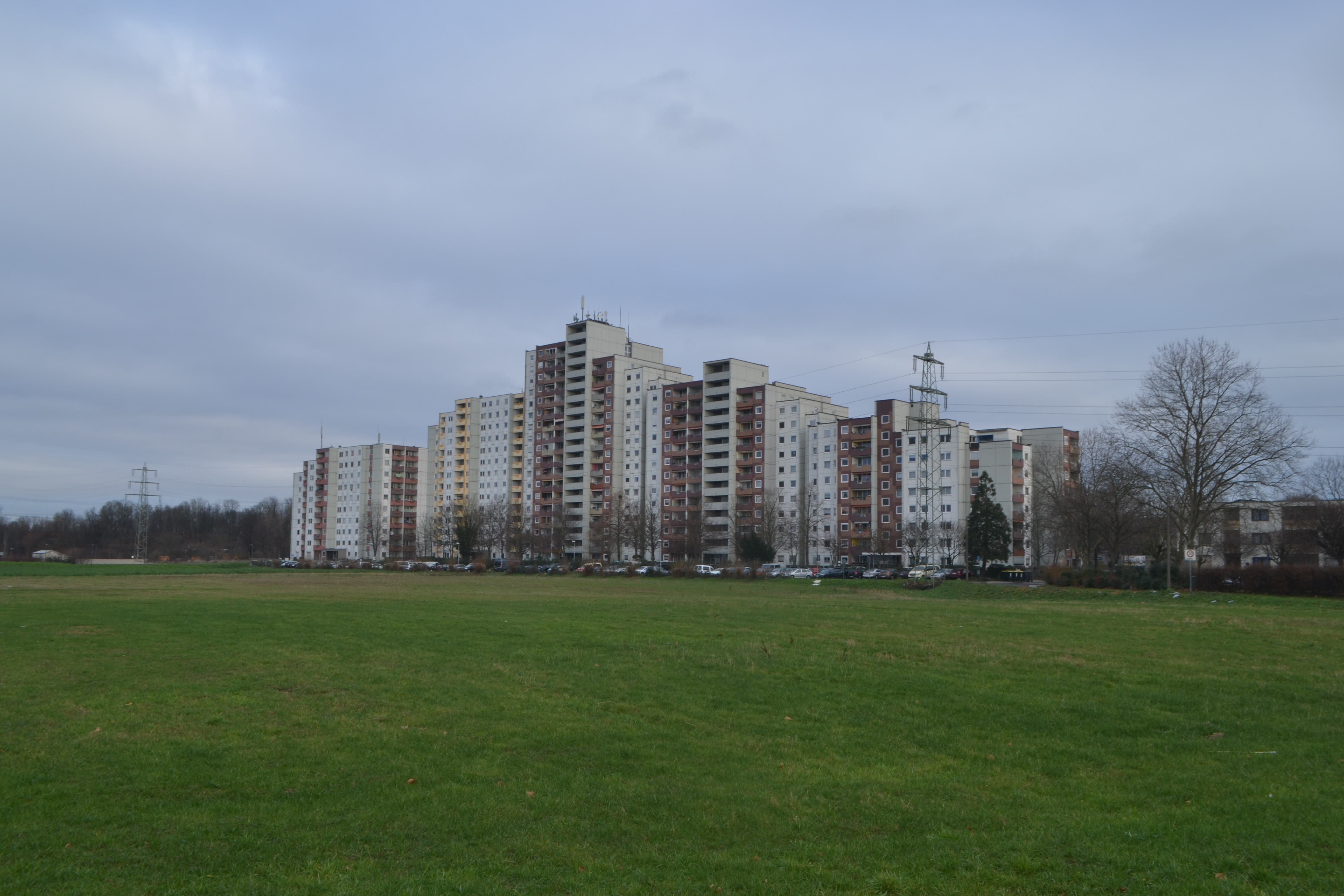
Hochhäuser an der Ankerstraße (2020)

Mülldorf hat von 1969 bis 2002 seine Einwohnerzahl mehr als verdoppelt und hat mit Niederpleis das höchste Bevölkerungswachstum. Diese Entwicklung ist vermutlich auf den Bau der Hochhäuser zurückzuführen.
1969 hatte Mülldorf 3852 Einwohner (11,93 % der Einwohner Sankt Augustins), 2002 dagegen 8.757 (15,29 % der Einwohner Sankt Augustins). Ein besonders hohes Wachstum ist zwischen den Jahren 1969 und 1975 zu erkennen (1815 zugezogen), als die kommunale Neugliederung durchgeführt wurde, sowie zwischen 1985 und 1990 (2402 zugezogen), wo wohl die Hochhäuser bewohnt wurden.
| Jahr | Einwohner |
| ---- | --------- |
| 1816 | 240       |
| 1843 | 320       |
| 1871 | 569       |
| 1905 | 1282      |
| 1961 | 3338      |

## Kultur und Sehenswürdigkeiten

### Bauwerke

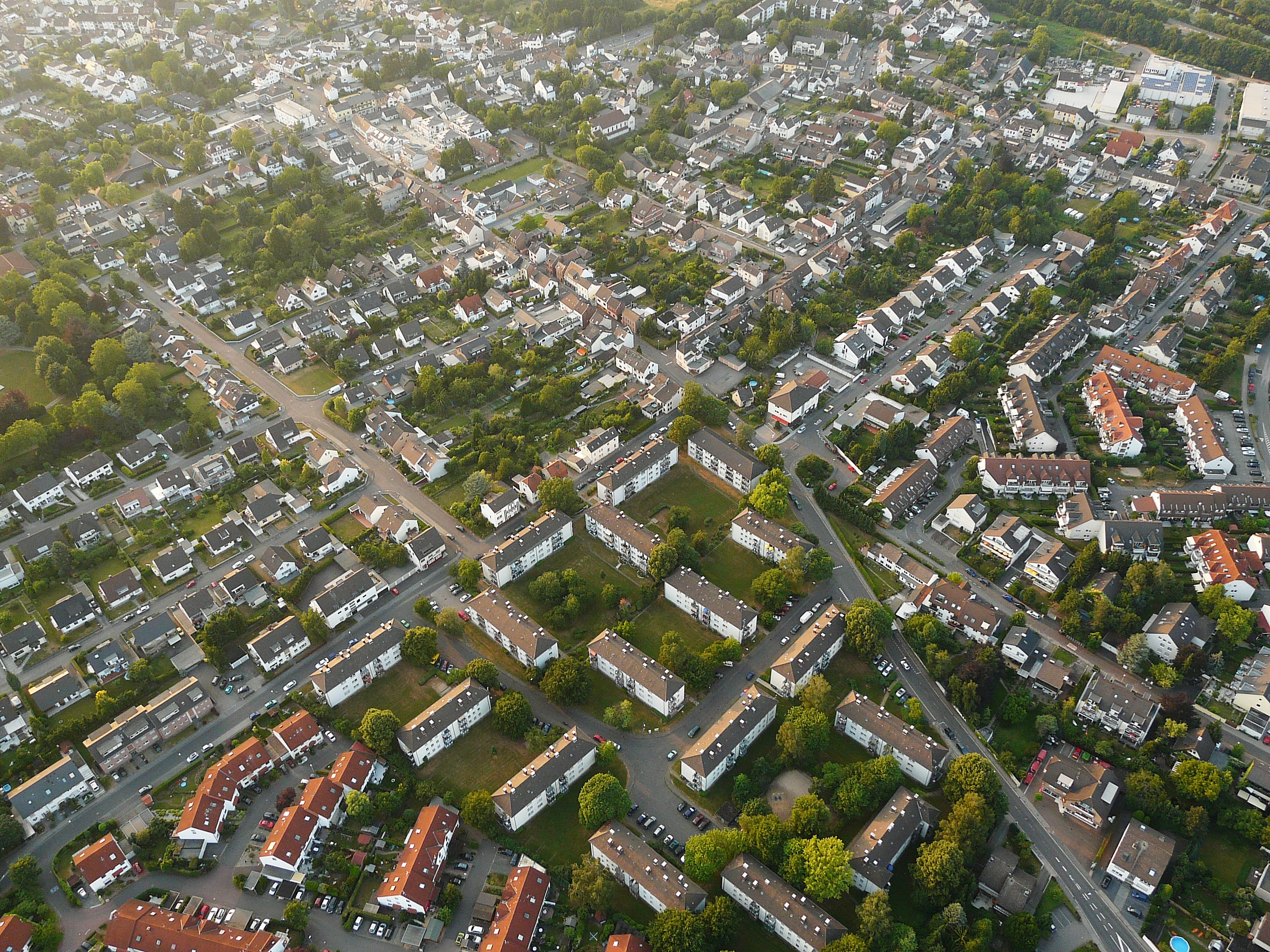
Wohngebiet in Mülldorf

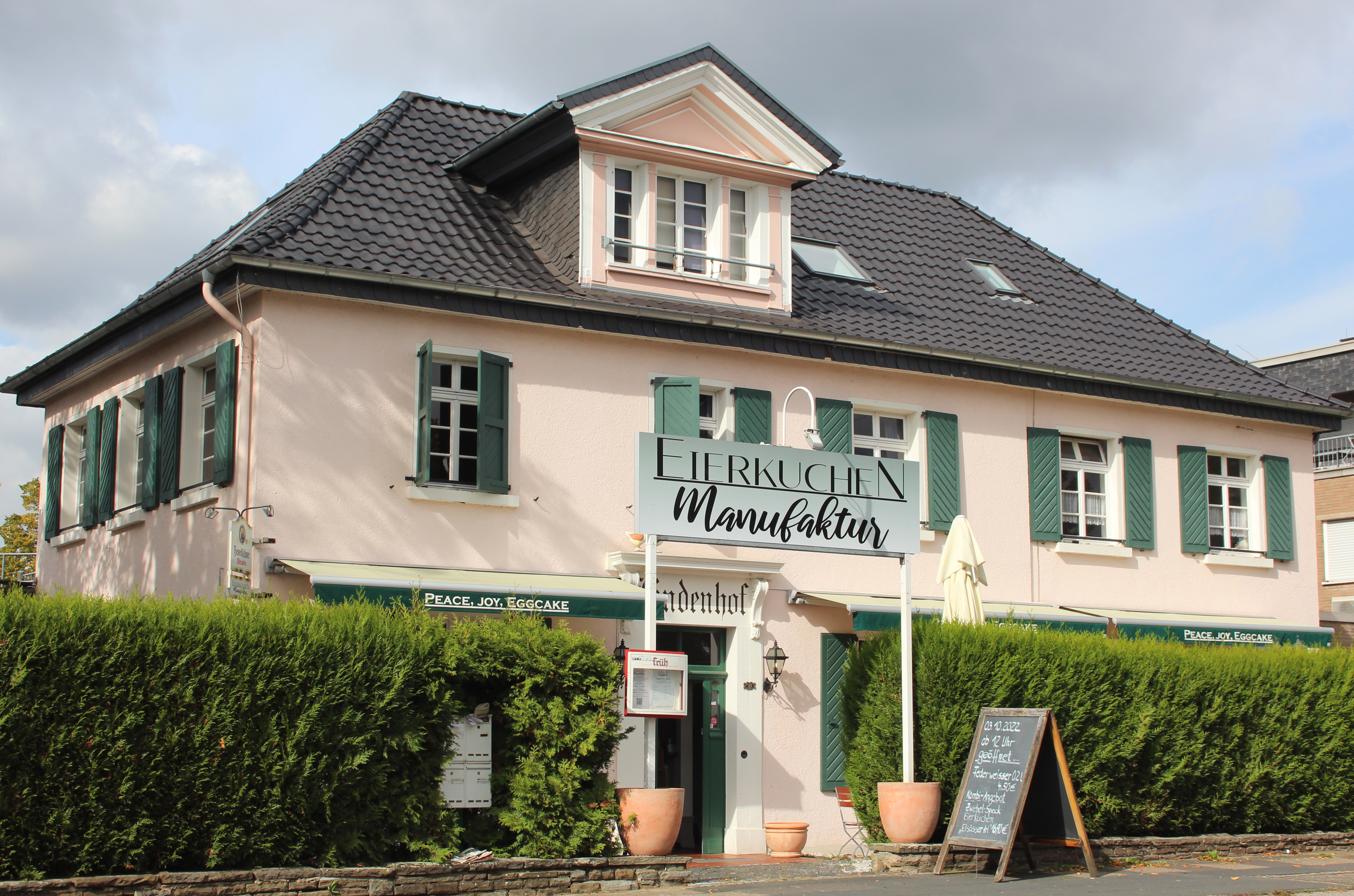
Lindenhof (2022)

Sehenswert in Mülldorf ist der Lindenhof an der Bonner Straße, der heute restauriert eine Gaststätte ist. Ebenfalls interessant ist das Gut Friedrichstein an der Schulstraße, welches um 1923 durch den damaligen Architekten und Ziegeleibesitzer Fritz Becker erbaut wurde. Beide Gebäude stehen unter Denkmalschutz.

### Regelmäßige Veranstaltungen

#### Maibrauchtum
Am 30. April wird auf der Wiese hinter der Pfarrkirche St. Mariä Heimsuchung durch den Maiclub Mülldorf jedes Jahr ein hoher, geschmückter Maibaum aufgestellt. Zur Sicherung der Stabilität ist noch ein Drehleiterfahrzeug der Freiwilligen Feuerwehr da. Auf der Pfarrwiese ist außerdem noch ein großes Zelt, in dem u. a. der Tanz in den Mai gefeiert wird.
Jedes Jahr findet ein Verkauf der Maibräute statt. Dabei werden alle „Jungfrauen“, also die unverheirateten Mädchen ab 16 Jahren, unter den Junggesellen versteigert. So wird ein Maikönigspaar, wie auch ein 1. und 2. Grafenpaar ermittelt. Hinzu kommt noch ein sogenannter Rötzjesvadder (auch Maivater). Die Höchstbietenden des Maiverkaufs sind bis zum nächsten Jahr das jeweilige Paar. Zu Ehren des Maikönigspaares wird das Maifest gefeiert.
Junggesellen stecken ihrer Liebsten einen mehr oder minder großen „Mai“, d. h., sie schmücken eine Birke oder wenigstens einen Birkenzweig und befestigen ihn am Haus oder Fenster der Auserwählten. Jener hat meist auch ein aus Holz gesägtes, rot angemaltes Herz mit dem Namen der Geliebten. Maibaum und Maie werden erst am Monatsende abgebrochen bzw. abgehängt. Dann erhält man einen Kasten Bier, wenn man „unerwünscht“ ist oder es sich nur um einen Freundschaftsbaum handelt, bei Zweigen ist es jedoch nur eine Flasche Bier.
Siehe auch: Maibrauchtum im Rheinland.

## Wirtschaft und Infrastruktur

### Verkehr
Die Autobahnanschlussstelle Sankt Augustin (AS3) an die A 560 liegt in Mülldorf. Die Bundesstraße 56 durchquert den Ort auf dem Weg von Siegburg nach Bonn.
Auch liegt Mülldorf an der Siegburger Bahn (Linie 66) der Bonner Stadtbahn. Deren dortige Haltestelle heißt Sankt Augustin-Mülldorf.
Der Ort verfügt über mehrere Bushaltestellen mit den folgenden Zielen:
| Linie | Linienverlauf                                                                               |
| ----- | ------------------------------------------------------------------------------------------- |
| 512   | Siegburg – Mülldorf – Niederpleis – Birlinghoven – Ittenbach                                |
| 513   | Siegburg – Mülldorf – Niederpleis – Birlinghoven – Oberpleis                                |
| 517   | Sankt Augustin-Zentrum – Mülldorf – Niederpleis – Hangelar Ost (– Hangelar Grundschule)     |
| 529   | (Pützchen – Hangelar –) Sankt Augustin Zentrum – Mülldorf – Niederpleis – Buisdorf – Hennef |
| 640   | Siegburg – Mülldorf – Menden – Meindorf – Bonn                                              |

## Öffentliche Einrichtungen

### Freiwillige Feuerwehr – Löschzug Mülldorf
1890 trat erstmals der Löschzug (LZ) als Feuer-Corps bei einem Zusammenschluss von Bürgern Siegburg-Mülldorfs und Mendens auf. Heute jedoch ist er Teil der Freiwilligen Feuerwehr Sankt Augustin als Löschzug Mülldorf.
Als Feuerwehrhaus wird seit 1965 das Haus an der Gartenstraßen genutzt. In diesem ist eine Werkstatt für die Wartung von Atemschutz, sowie ein großer Schulungsraum und eine Einsatzzentrale.
Der LZ Mülldorf verfügt über 4 Fahrzeuge: ein HLF 20, ein Löschgruppenfahrzeug (LF 10), das die Mannschaft aufnimmt und die Geräte für den Löscheinsatz bereitstellt, sowie ein LF 20 KatS und ein Hubrettungsfahrzeug (DLK 23-12 n.B.), welcher zur Rettung von Personen aus höheren Etagen genutzt werden kann, wie auch für die Unterstützung des Innenangriffs beim Löscheinsatz.

### Haus Mülldorf

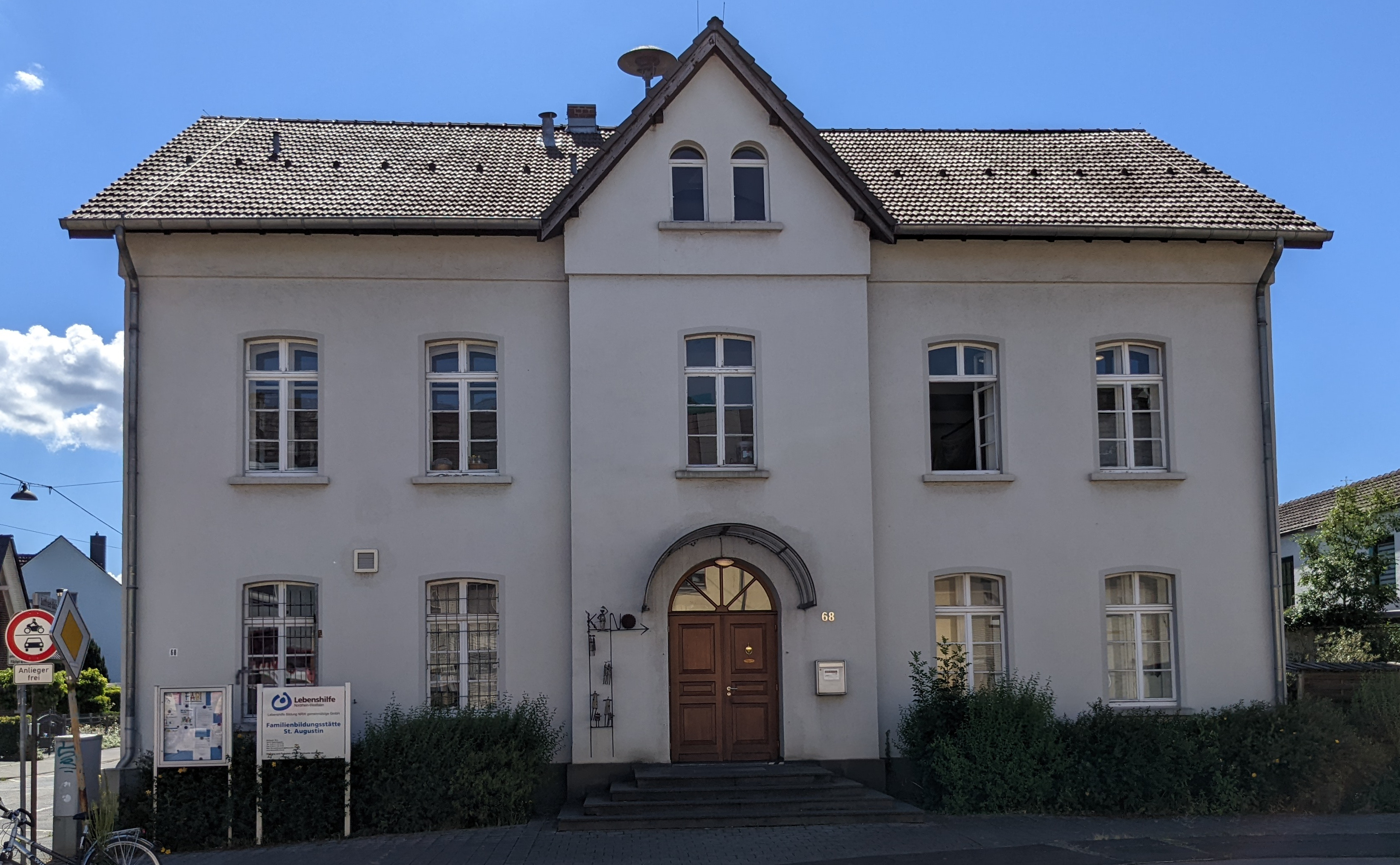
Haus Mülldorf (2022)

Das Haus Mülldorf liegt an der Bonner Straße. Der vordere Bereich wird für das Kino und das dazugehörige Café Studio genutzt. Das Kino gehört zu den kleinsten in Deutschland. Der hintere Teil des Gebäudes wird für Veranstaltungen genutzt. Ebenso befindet sich im Haus Mülldorf die erste Sankt Augustiner Stadtbibliothek.

## Bildungseinrichtungen

### Hochschule Bonn-Rhein-Sieg
Die 1995 gegründete Hochschule Bonn-Rhein-Sieg ist eine staatliche Fachhochschule mit rund 6000 Studierenden. Sie hat ihren Hauptsitz im Südwesten von Mülldorf direkt am Stadtzentrum Sankt Augustin-Ort und an der Grenze zu Menden.

### Schulwesen
In Mülldorf befindet sich die Katholische Grundschule Sankt Martin.

## Persönlichkeiten
- Hein Mück (1941–2024), Boxer
- Bernd Werle SVD (* 1955), Mülldorfer Pfarrvikar
- Almut van Niekerk (* 1967), evangelische Pfarrerin von Mülldorf
- Oliver Masucci (* 1968), Schauspieler, in Mülldorf aufgewachsen[9]
- Peter Claver Narh SVD (* 1978), Provinzial der Steyler Missionare, ehemaliger Mülldorfer Kaplan
- Stefanie de Velasco (* 1978), Schriftstellerin, aufgewachsen in St. Augustin Mülldorf
- Patricia Hanebeck (* 1986), Fußballspielerin[10]